# Akira Nishino
Akira Nishino (Saitama, 7. travnja 1955.) japanski je nogometaš.

## Klupska karijera
Igrao je za Hitachi.

## Reprezentativna karijera
Za japansku reprezentaciju igrao je od 1977. do 1978. godine. Odigrao je 12 utakmica postigavši 1 pogodak.

## Statistika
| Japan  | Japan | Japan |
| Godina | Nast. | Gol.  |
| ------ | ----- | ----- |
| 1977.  | 4     | 0     |
| 1978.  | 8     | 1     |
| Ukupno | 12    | 1     |

## Vanjske poveznice
- National Football Teams
- Japan National Football Team Database